# Michael Madsen
Michael Søren Madsen (Chicago, 25 de septiembre de 1957-Malibú, 3 de julio de 2025) fue un actor estadounidense. Algunas de sus actuaciones más notables han sido bajo la dirección de Quentin Tarantino, como el asesino a sueldo Budd en Kill Bill y el sádico Sr. Rubio en Reservoir Dogs. También tuvo actuaciones destacadas en Species, Donnie Brasco, Sin City, Wyatt Earp y The Hateful Eight.

## Biografía

### Inicios
Michael Madsen nació el 25 de septiembre de 1957 en Chicago, Illinois, hijo de Cal Madsen (bombero) y Elaine Madsen (productora y escritora). Sus abuelos paternos eran daneses y su madre de ascendencia irlandesa y nativoamericana. Era hermano de la actriz Virginia Madsen, y tenía otra hermana, Cheri. Se casó tres veces, tuvo cinco hijos y un hijastro de su tercera esposa, Deana.[cita requerida] Uno de ellos, Hudson Lee Madsen, fue parte del ejército estadounidense y en enero de 2022, a los veintiséis años, lo hallaron sin vida mientras estaba en Oahu (Hawái) con su esposa. Como tenía un disparo en la cabeza, los forenses sugirieron que se trató de un suicidio.
Antes de ser actor, Michael realizó trabajos tan dispares como pintor de brocha gorda, mecánico o celador en un hospital.

### Carrera
Siendo adolescente acompañó a un amigo a un casting. Durante la espera el director, Marty Brest, le vio y le convenció de que hiciera la prueba. Como Michael tenía vergüenza lo hicieron a solas. Estudió en el teatro Steppenwolf de Chicago, bajo la dirección de John Malkovich. 
Se mudó a los 20 años a Los Ángeles, donde obtuvo pequeños papeles en TV participando en series como St. Elsewhere o Miami Vice. Su debut cinematográfico fue en el año 1983 con la película Juegos de guerra.
En 1991 participó en la película The Doors, de Oliver Stone, interpretando al actor Tom Baker, papel con el que se hizo notar en Hollywood. En 1993 personificó a un padre de familia en la película Free Willy, papel que repetiría en 1995 en Free Willy 2: The Adventure Home.
Su primer gran éxito en el cine fue en 1992, cuando un por entonces desconocido director llamado Quentin Tarantino le llamó para un papel en Reservoir Dogs, una producción independiente en la que trabajó junto a Steve Buscemi, Harvey Keitel y Tim Roth, entre otros. La película, a pesar de ser independiente, fue un éxito y con el tiempo se convirtió en un clásico. Dos años más tarde, Tarantino le volvió a llamar para Pulp Fiction, pero Michael no pudo aceptar el papel por estar rodando otros proyectos. Fue elegido por la revista Maxim como el segundo mejor villano de todos los tiempos por su papel en Reservoir Dogs.
Más tarde, en 1997, participaría en otra de sus grandes películas, Donnie Brasco. Basada en una historia real, esta película recibió una candidatura para los Premios Óscar. Madsen interpretó el papel de Sonny Black, actuando junto a Al Pacino y Johnny Depp.
En 2001 participó en el vídeo musical de Michael Jackson para la canción You Rock My World, como así también dando su voz a un personaje en el videojuego Grand Theft Auto III. Añadiría a su participación en videojuegos el doblaje del personaje Tanner en Driv3r (2004).
Participó en la película The Chronicles of Narnia: The Lion, the Witch and the Wardrobe, poniéndole la voz a un lobo.
Además de actor también se destacó como poeta, habiendo editado varios libros de poemas. Incluso en 2001 ganó el premio «Independent Book Publisher's Firecracker» al mejor libro de poemas del año.
En 2010 actuó en el video de «Obsession» de la cantante estadounidense Sky Ferreira. En 2012 apareció en el video musical de «As Long As You Love Me» de Justin Bieber. En 2013 fue incluido en un contenido extra de Call of Duty: Black Ops II llamado Modo Zombis, donde su voz es usada para un mafioso asesino de zombis. En 2014 apareció en el video musical de «Black Widow» de la rapera australiana Iggy Azalea.

### Fallecimiento
El 3 de julio de 2025, Madsen fue encontrado inconsciente en su casa de Malibú, California, tras recibir el 911 una llamada de auxilio; una vez en el domicilio se certificó su fallecimiento por parte de las autoridades, quienes lo encontraron en ese estado en su domicilio.Según
su agente, sufrió un infarto fulminante.

## Filmografía
- Juegos de guerra (1983)
- The Natural (1984)
- The Doors (1991)
- Thelma & Louise (1991)
- Reservoir Dogs (1992)
- Almost Blue (1993)
- Recuerdos que matan (1993)
- Free Willy (1993)
- Money for Nothing (1993)
- Wyatt Earp (1994)
- The Gateway (1994)
- Species (1995)
- Free Willy 2: The Adventure Home (1995)
- Mulholland Falls (1996)
- Red Line (1996)
- Donnie Brasco (1997)
- Traición de patriotas (1997)
- The Sender (1998)
- Species II (1998)
- Inspectores 2 (2000)
- Ides of March (2000)
- Fall: El precio del silencio (2001)
- Grand Theft Auto III (2001)
- Die Another Day (2002)
- 44 Minutes: The North Hollywood Shootout (2003)
- Kill Bill: Volume 1 (2003)
- My Boss's Daughter (2003)
- Kill Bill: Volume 2 (2004)
- Frankenstein (2004)
- Blueberry. La experiencia secreta (2004)
- Yakuza (videojuego) (2005)
- Sin City (2005)
- BloodRayne: Venganza de sangre (2005)
- Scary Movie 4 (2006)
- Living & Dying (2007)
- Tooth and Nail (2007)
- House (2008)
- Hell Ride (2008)
- Deep Winter (2008)
- Linterna Verde: Primer vuelo (2009)
- CSI: Miami (serie) (2010) (Temporada 8 Ep. 16)
- 24 (serie) (2010)
- The Killing Jar (2010)
- Call of Duty: Black Ops 2 (2012)
- Pirañaconda (2012)
- The Walking Dead: Season Two (2013)
- Madoff: Made Off with America (2013)
- Death Squad (2014)
- The Hateful Eight (2015)
- Those Who Can't (2016)
- Trading Paint (2019)
- Arctic Dogs (2019)[8]
- Érase una vez en Hollywood (2019)[9]
- Angels Fallen (2020)[10]
- Dying is Easy (2021) (cortometraje independiente)